# Література ацтеків
Література ацтеків — література часів імперії Ацтекської імперії. Була представлена у вигляді усного відтворення текстів. Сформувалася на основі мови науатль.

## Особливості
Література поділялася на прозу і поезію: проза призначалася для повчальних трактатів, міфологічних і історичних оповідань; поезія — для віршів релігійного і світського змісту. Багато оповідок чи описів ацтеки заучували у формі ритмічних строф і віршів, оскільки так легше було запам'ятовувати. У риторичному і поетичному стилях щонайкраще використовувалися мовні можливості. Багатство мови науатль дозволяло добирати близькі синоніми, що відрізняються один від одного найтоншими відтінками значення, для опису однієї дії. Хоча це в перекладі звучало тавтологією, в оригіналі було вишукано.
Ще одним поширеним стилістичним прийомом є вираз будь-якої ідеї шляхом приміщення поруч двох слів, що утворюють двочленний термін. У віршах і трактатах застосовується паралелізм, який складається з двох фраз, що мають однакове значення. Також високо цінувалися фонетичні паралелі, а також неповні рими і алітерації. Всі ці стилістичні прийоми разом з метафорами, які часто були надзвичайно мудрими, були ознаками красного письменства і використовувалися в мові добре вихованої культурної людини.

### Поезія
Була неримована. Вона досягала музичного ефекту завдяки ритму й балансу ударних і ненаголошених складів, комбінованих з майстерним використанням цезур і природних пауз. Стиль віршів — піднесений, наповнений метафорами, паралелізмами і прихованими алюзіями. Останнє особливо характерно для гімнів, які по-справжньому були зрозумілі тільки жерцям і людям освіченим. Деякі з цих творів — магічні заклинання, повторювані знову і знову з незначними варіаціями. Вся поезія, релігійна та світська, сповнена образності.
Професія поета (cuicapicqui) вважалася найбільш почесною серед інших мистецьких професій. Часто поети і співаки поєднувалися в одній особи. Сам автор виконував свої твори. Авторами зазвичай були придворні поети, жерці, часто самі тлатоані, їхні дружини та доньки.
Поезія представлена жанрами: релігійними гімнами, епічними і ліричними поемами (cuicatl), віршами на випадок. Темами були шанування богів, оспівування звитяг героїв, військовиків, особливо володарів-тлатоані, буденні теми, пригоди на полюванні, природні явища, небесні події.

### Проза
Основними категоріями прози були історичні хроніки і так звані «Настанови старших» — розлогі менторські мови, адресовані молоді. «Настанови старших» багатослівні і пишномовність, сповнені іносказань і повторень, обтяжені образністю і витіюватими фразами, які вважалися ознакою вишуканого стилю.
Ацтекська проза складалася в спокійніші часи, коли у людини було більше можливостей спокійно сидіти і слухати, більше значили давні традиції, більше умовностей в повсякденному житті.
Стиль літописів був зазвичай сухий, лаконічний і зводився до голого викладу фактів, стиль промов був барвистий, дещо пихатий і помпезний. Ацтеки невтомно могли виголошувати промови на будь-яку тему і нескінченно відповідати один одному заяложеними фразами. За будь-якого суспільно значимого приводу або з приводу подій у приватному житті влаштовувалися справжні турніри красномовства: чи вибори тлатоані або народження дитини, відправлення каравану почтека, одруження.